# Fritz Kühlwein

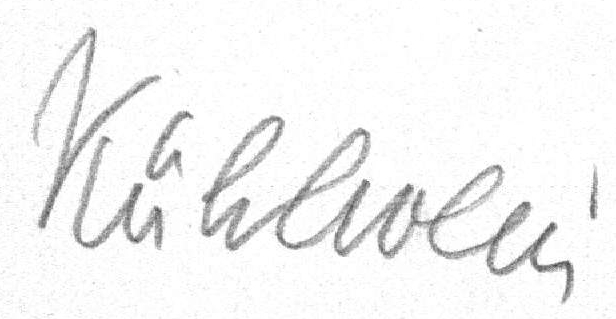
Unterschrift von Fritz Kühlwein als Kommandeur des Infanterie-Regiments 133, Juni 1941

Friedrich „Fritz“ Karl Kühlwein (* 29. November 1892 in Hatten, Elsaß; † 25. September 1972 in Nürnberg) war ein deutscher Offizier, zuletzt Generalleutnant im Zweiten Weltkrieg.

## Militärlaufbahn
Kühlwein trat am 17. Juli 1912 als Fahnenjunker in die Preußische Armee ein. Am 18. August 1912 wurde er im 97. Infanterie-Regiment zum Leutnant befördert. Sein Patent wurde später auf den 21. Februar 1912 datiert. Er diente als Offizier im Ersten Weltkrieg. Im Ersten Weltkrieg wurden ihm neben beiden Eisernen Kreuzen noch andere Orden verliehen. Nach Ende des Krieges übernahm ihn die Reichswehr und er wurde in verschiedenen Einheiten eingesetzt. Am 1. August 1936 wurde er zum Oberstleutnant befördert. Am 15. Oktober 1935 wurde er zum Kommandeur des II. Bataillon des Infanterie-Regiment 55 der 15. Infanterie-Division. Seine Beförderung zum Oberst erfolgte am 1. April 1939.
Zu Beginn des 2. Weltkriegs war er noch Kommandeur des II. Bataillons des Infanterie-Regiments 55, jetzt bei der 17. Infanterie-Division. Am 10. Januar 1940 wurde er Kommandeur des Infanterieersatz-Regiments 73, einer Ausbildungseinheit des Ersatzheeres der Division 173 zugeordnet. Er erhielt am 25. Oktober 1940 das Kommando über das 133. Infanterie-Regiment der 45. Infanterie-Division. Mit dem Regiment nahm er am Überfall auf die Sowjetunion teil. Bis Anfang 1944 war er nun an der Ostfront eingesetzt. Kühlwein war vom 27. Februar 1942; er übernahm das Kommando von Fritz Schlieper; bis zum 29. April 1943 Kommandant der 45. Infanterie-Division. Während des Kommandos über diese Division wurde er am 1. April 1942 zum Generalmajor und am 1. Januar 1943 zum Generalleutnant ernannt. Vom 10. April bis 20. Oktober 1944 führte er die Panzergrenadierdivision Brandenburg. Vom 29. Dezember 1944 bis 1. Januar 1945 war er Kommandeur der 401. Ersatz-Division (in einigen Quellen wird er fälschlicherweise als Kommandeur einer Division 406 aufgeführt) und ab Anfang März 1945 Kommandeur der in der Aufstellung befindlichen 149. Feldausbildungs-Division.
Von Mai 1945 bis Oktober 1946 befand er sich in britischer Gefangenschaft im Internierungslager Staumühle.
Nach seiner Entlassung arbeitete er als Handelsvertreter, wohnte kurzzeitig in Würzburg und von 1947 bis 1951 in Brackwede. Von 1951 bis zu seinem Ruhestand 1956 lebte er in Bielefeld und anschließend bis zu seinem Tod in Nürnberg.

## Beurteilungen
In einer Beurteilung von einem Vorgesetzten vom 8. Januar 1943 steht u. a. „manchmal vielleicht etwas pedantisch“. Eine Beurteilung vom 10. August 1943 vermerkte „nicht mehr voll auf der Höhe“ und sprach ihm die „volle Eignung zum Kommandeur einer Frontdivision im Osten“ ab. Der Historiker Christian Hartmann bezeichnete ihn als menschlich sehr schwierig, ja fast spleenig. Er warf ihm Fehlentscheidungen vor und sah bei ihm einen extrem konservativen und obrigkeitsstaatlichen Führungsstil. Dass die Mannschaftssoldaten der 45. Infanterie-Division, trotz Teilnahme an schwersten Kämpfen, im Gegensatz zu den Offizieren, kaum Orden erhielten, führte Hartmann auf Kühlwein und mit Fritz Schlieper auf einen anderen ähnlich denkenden Kommandeur zurück.

## Familie
Der Sohn Leutnant Karl Kühlwein fiel am 11. Oktober 1941 als Offizier der 29. Infanterie-Division bei der Schlacht um Moskau.

## Auszeichnungen (Auswahl)
- Eisernes Kreuz I. und II. Klasse
- Deutsches Kreuz in Gold am 19. Januar 1942

## Werke
- Merkbuch für den Unterführer, E.S. Mittler, Berlin, 1932
- Felddienst-ABC für den Schützen, E.S. Mittler, Berlin, 1932
- Die Gruppe im Gefecht (Einheitsgruppe), Fortsetzung von Felddienst-ABC für den Schützen, E.S. Mittler, Berlin, 1932
- Unterführer ABC, E.S. Mittler, Berlin, 1934
- gemeinsam mit Konrad von Alberti: Schützenzug und Kompanie im Gefecht, E.S. Mittler, Berlin, 1934
- Gefechtstaktik des verstärkten Bataillons, E.S. Mittler, Berlin, 1938
- gemeinsam mit Konrad von Alberti: Unterführer-Merkbuch für die Schützen- und Maschinengewehr-Kompanie, E.S. Mittler, Berlin, 1939
- Die Gruppe im Gefecht (Die neue Gruppe), Fortsetzung von Felddienst-ABC für den Schützen, E.S. Mittler, Berlin, 1940
- In: 56. Jahresbericht des Historischen Vereins für die Grafschaft Ravensberg, Bielefeld 1950/51: Die Kämpfe in und um Bielefeld im März und April 1945. S. 269–318.